# René Ginouvès
Pour les articles homonymes, voir Ginouvès.
René Ginouvès, né le 12 janvier 1926 à Clermont-l'Hérault et mort le 10 novembre 1994 à Paris 8e, est un archéologue et professeur d'université français.

## Biographie
Il est élève de l'École normale supérieure (1945-1949), agrégé d'histoire (1949) et membre de l'école française d'Athènes (1950-1956),. Il soutient en 1959 une thèse d'État intitulée Balaneutike : recherches sur le bain dans l'antiquité grecque et une thèse complémentaire sur L'établissement thermal de Gortys d'Arcadie, à l'université de Paris. Il fait une carrière universitaire, d'abord comme assistant à Lille, Rennes et Paris, puis comme maître de conférences à Rennes et Nancy. En 1962, il est nommé professeur à l'université de Nancy (1962-1968).
En 1968, il est nommé professeur au département d'histoire de l'art et d'archéologie de l'Université Paris-Nanterre, où il dirige le Centre de recherches d'archéologie classique de 1969 à 1989.
En 1990, il devient chef de projet de la Maison de l'archéologie et de l'ethnologie sur le campus de l'université Paris-Nanterre, une maison des sciences de l'homme qui prend son nom. Il travaille au projet avec l'ethnologue Éric de Dampierre.
L'archéologue meurt en 1994 à Paris et est enterré à Clermont-l'Hérault, commune dont il est originaire et dont l'une des places a été baptisée de son nom et de celui de son père, Auguste Ginouvès. Il était l'époux de l'archéologue Lilly Kahil.

## Fouilles, découvertes et travaux
Il est spécialisé dans l'étude de l'architecture grecque.
Dans les années 1950, l'archéologue a réalisé des prospections sur le site des thermes de Gortyne (ou Gortys), une cité grecque localisée en Arcadie, à l'ouest du Péloponnèse. Il en publie les rapports de fouilles en 1959, et établit une synthèse sur les complexes thermaux dans la Grèce antique,.
Entre 1953 et 1958, Ginouvès effectue des fouilles de terrain sur le site d'Argos, dans la péninsule de l'Argolide, au sud de la Grèce,. Ces investigations archéologiques se concentrent essentiellement sur les monuments antiques de l'odéon et des thermes de l'ancienne cité grecque. Sur le site, il met en évidence une riche demeure d'époque impériale et dont les décors sont composés de mosaïques.
Alors qu'il est membre de l'École française d'Athènes (de 1950 à 1956), l'archéologue a également dirigé des investigations sur le site de Delphes. Postérieurement il entreprend des fouilles à Laodicée et à Soloi.
Ginouvès est l'un des premiers chercheurs à avoir initié l'application de l'informatique à l'archéologie. À la fin des années 1970, avec Anne-Marie Guimier-Sorbets, il met ainsi au point un système de base de données informatique, baptisée « SATIN I », permettant d'inventorier, de répertorier, de dater et de comparer les éléments recueillis lors de fouilles (artéfacts, pièces architecturales, iconographie),.

## Publications
- L'établissement thermal de Gortys d'Arcadie, Paris, Vrin, 1959, 179 p..
- Balaneutikè : recherches sur le bain dans l'antiquité grecque, De Boccard, 1962, 179 p.[17]
- avec Sérafim Charitonidis et Lilly Kahil, Les mosaïques de la Maison du Ménandre à Mytilène, Berne, Franck Verlag, 1970, 110 p.
- L'Archéologie gréco-romaine, Puf, coll. « Que sais-je ? », 1975, 124 p..
- L'Art grec, Paris, Puf, 1981, 184 p.
- Dictionnaire méthodique de l'architecture grecque et romaine : Éléments constructifs : supports, couvertures, aménagements intérieurs, vol. II, école française d'Athènes - école française de Rome, 1992, 352 p.
- (éd.), La Macédoine de Philippe II à la conquête romaine, Paris, CNRS éditions, 1993, 264 p.

## Distinctions
- 1967 : citoyen d'honneur d'Argos
- 1990 : commandeur dans l'Ordre des Palmes académiques
- 1992 : chevalier de la Légion d'honneur
- 1995 : prix Bordin de l'Académie des inscriptions et belles-lettres

## Pour approfondir